# Emanuela Sarto
Emanuela Sarto (...) è un'ex giocatrice di curling italiana, di Cortina d'Ampezzo.

## Carriera agonistica

### Nazionale
Il suo esordio con la nazionale italiana junior femminile di curling è stato il campionato europeo junior del 1985, disputato a Copenaghen, in Danimarca: in quell'occasione l'Italia si piazzò all'ottavo posto. Questo è stato anche l'esordio della nazionale italiana junior femminile di curling, e la prima partita è stata disputata il 7 marzo 1985 contro la Svizzera che prevalse sull'Italia per 8 a 7.
Con la nazionale junior partecipa a 2 campionati europei junior con il ruolo di second.
Nel 1987 entra nella formazione della nazionale assoluta nel ruolo di second, con cui ha partecipato a due europei e ad un World Curling Challenge Round.
In totale Loredana vanta 25 presenze in azzurro. Il miglior risultato dell'atleta è il settimo posto ottenuto ai campionati europei junior del 1986 disputati ad Amburgo, in Germania ovest.
CAMPIONATI
Nazionale assoluta:
- Europei
  - 1987 Oberstdorf ( Germania Ovest) 12°
  - 1988 Perth ( Scozia) 11°

- World Challenge Round
  - 1988 Perth ( Svizzera) 5°

Nazionale junior:
- Europei junior
  - 1985 Copenaghen ( Danimarca) 8°
  - 1986 Amburgo ( Germania Ovest) 7°

### Campionati italiani
Emanuela ha preso parte ai campionati italiani di curling con il Curling Club New Wave ed è stata una volta campionessa d'Italia:
- Campionato italiano assoluto:
  - 1989:  con Ann Urquhart, Francesca Del Fabbro e Loredana Siorpaes (Curling Club New Wave)